# Wazy Kamares

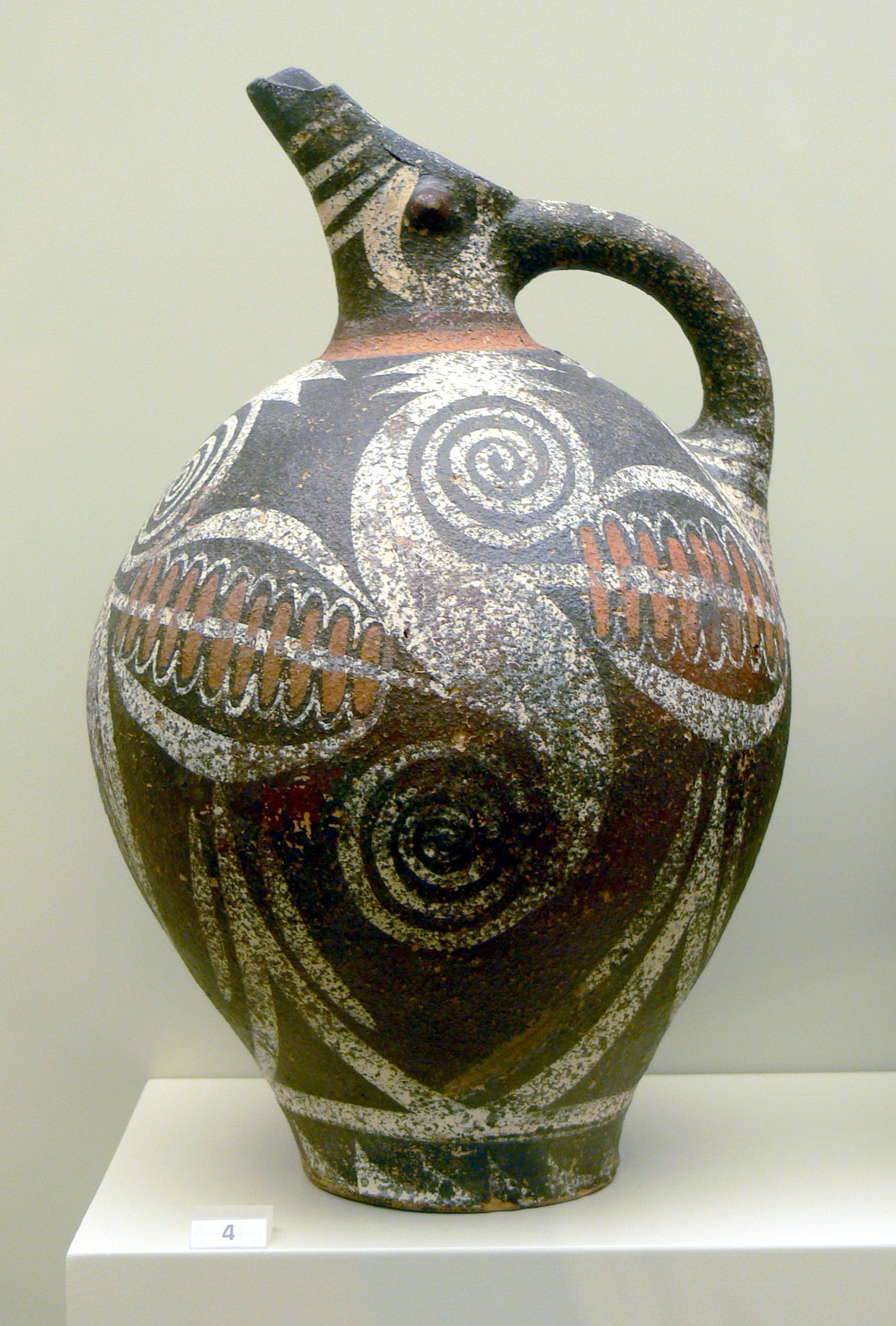
Wazy Kamares z Muzeum Archeologicznego w Heraklionie: dzban z pierwszego pałacu w Fajstos, ok. 1800 p.n.e.

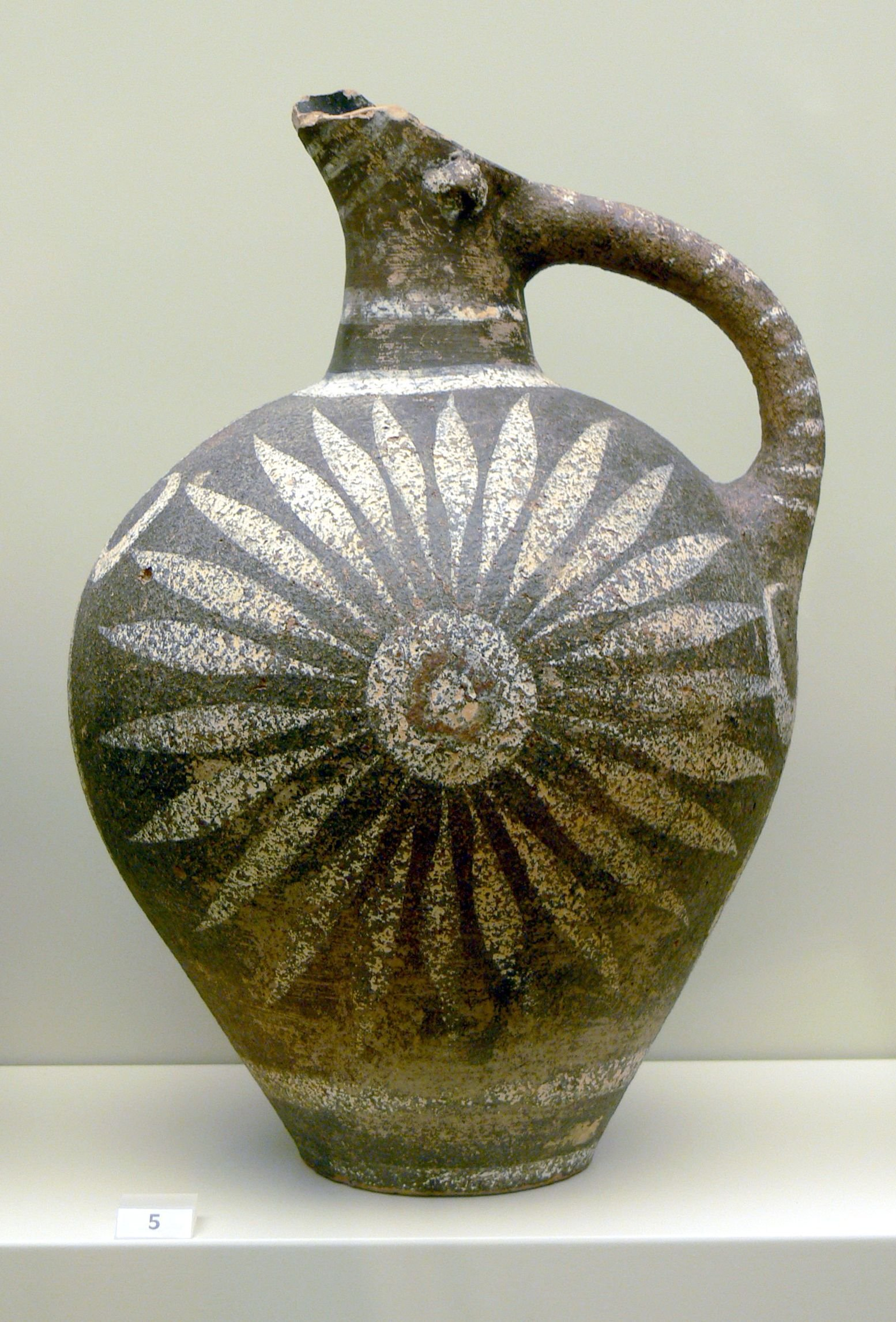
... oraz drugi dzban z tej samej kolekcji

Wazy Kamares – gatunek ceramiki kreteńskiej, pozostający pod wpływem kultury minojskiej, wytwarzany głównie w warsztatach pałacowych w Knossos i Fajstos w XIX i XVIII wieku p.n.e.

## Nazwa
Nazwa ta jest pochodzenia nowożytnego (pochodzi z XIX wieku) i wywodzi się od groty Kamares, znajdującej się w pobliżu Fajstos, gdzie po raz pierwszy odkryto tę ceramikę.
Termin „Wazy Kamares” przechodził ewolucję. Początkowo obejmował całą ceramikę polichromowaną z okresu 2000-1700 p.n.e. (pod koniec XIX wieku mówiono nawet o okresie kamaresowym), później głównie ceramikę z okresu od ok. 1800 p.n.e. do 1700 p.n.e., produkowaną w pałacach. Niektórzy badacze sądzą, że termin ten jest już przestarzały i wyróżniają kilka odrębnych gatunków ceramiki.

## Cechy stylu
Charakterystycznymi cechami waz Kameres jest wysoka technika wykonania naczyń, piękne barwy malowideł, niezwykle żywe i oryginalne motywy ornamentalne, pełne ekspresji kompozycje ozdób, które pozostają w pełnej harmonii z kształtami naczynia.
Wazy wykonywano z ciemnej gliny. Niektóre z tych naczyń przypominają wyglądem małe czarki o bardzo cienkich ściankach i z tego powodu nazwano je „skorupkami jaj” (egg shell). Wyrabiano również większe naczynia o grubszych ściankach (np. dzbanki).
Wazy były malowane farbami, głównie białą, czerwoną i ciemnobrązową. Dekorowano je ozdobnymi motywami, czasami w zdobnictwie stosowano też tzw. technikę barbotino, która polegała na oddzielnym nakładaniu dekoracji na zewnętrzną powierzchnię naczynia, czy też tzw. technikę aplikacji, to jest dołączania do naczynia ozdób wytworzonych w oddzielnych formach (np. kwiaty). Pośród malowideł pokrywających naczynia Kamares dominują motywy roślinne, które z czasem są coraz bardziej geometryzowane i stylizowane, poza tym występują wzory geometryczne, natomiast przedstawienia ludzi pojawiają się rzadko.